# Jaakko Sievänen
Jaakko Sievänen, född 29 juli 1932 i Rengo, Finland, död 14 februari 2013 i Helsingfors, var en finländsk målare.

## Biografi
Sievänen studerade 1954-57 vid Finlands konstakdemi och Accademia di Belle Arti i Rom. Han bodde i Helsingfors, men var också verksam i Italien. I början av 1960-talet grundade han Marsgruppen med en samling av unga konstnärer. Han tjänstgjorde som rektor vid Finlands konstakademi åren 1974-83.
Sievänen är känd som en av Finlands första informalister, men övergick från dess spontana former till ett figurativt måleri i expressionistisk riktning, där kvinnogestalter eller stora arkitektoniska rum har en central roll.

## Utmärkelser
Sievänen tilldelades Pro Finlandia-priset 1991 och 2000 nominerades han till Ars Fennica. År 1974 utsågs han till Årets konstnär vid Helsingfors festspel.